# Deserto alimentar

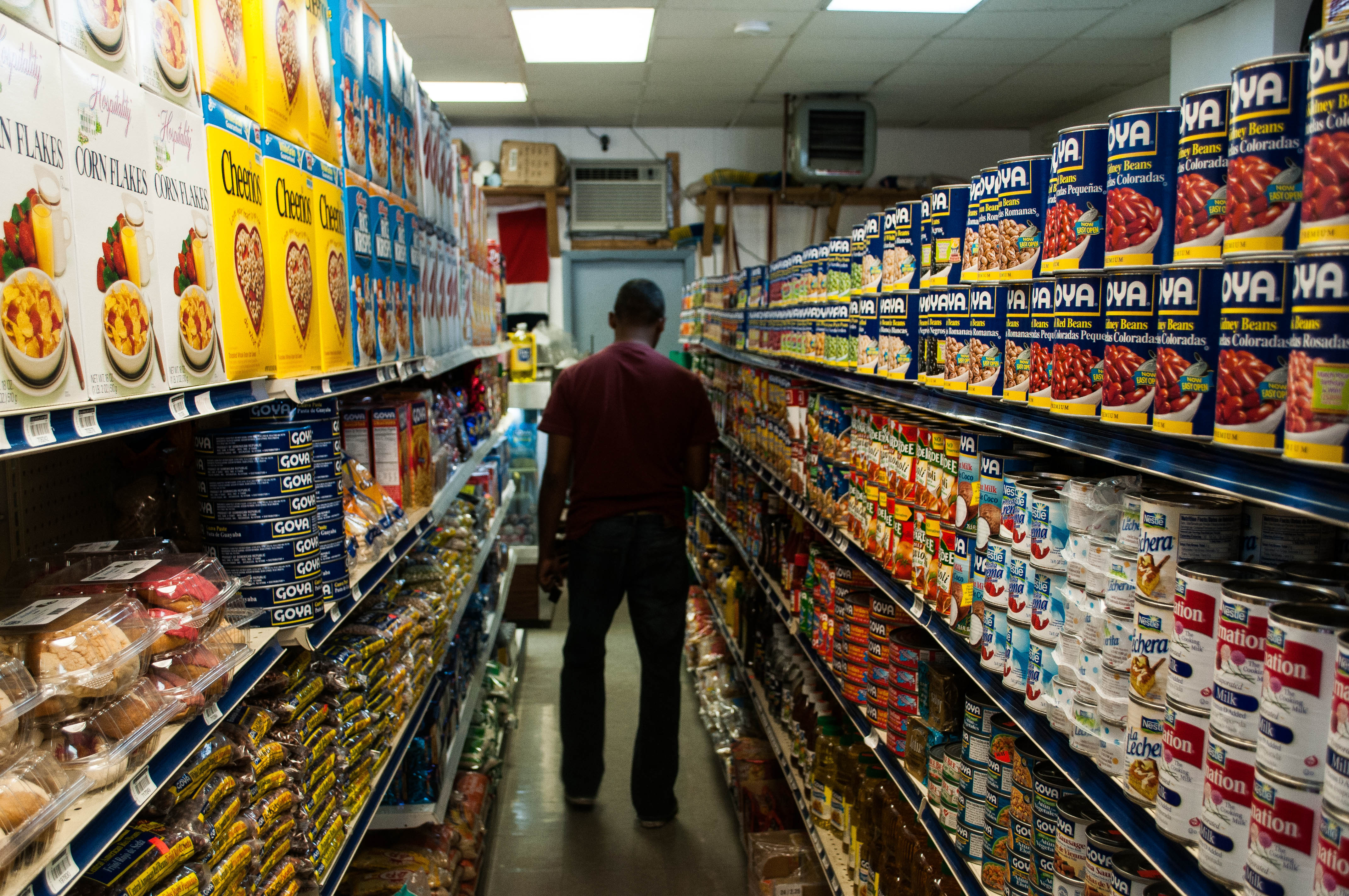
Corredor de um mercado com alimentos processados.

Um deserto alimentar é uma área com acesso limitado a alimentos nutritivos e baratos, em contraste com uma área com maior acesso a supermercados ou feiras com alimentos frescos, que é chamada de oásis alimentar. A designação considera o tipo e a qualidade dos alimentos disponibilizados à população, além da acessibilidade dos alimentos pelo tamanho e proximidade dos armazéns.
Em 2017 o Departamento de Agricultura dos Estados Unidos reportou que 39,5 milhões de pessoas ou 12,8% da população do país estavam vivendo em áreas de baixa renda e baixo acesso. Desse número, 19 milhões de pessoas vivem em "desertos alimentares", o censo de baixa renda demonstra que há mais de uma milha de um supermercado em uma área urbana ou suburbana e mais de 10 milhas de um supermercado em área rurais.
Os desertos alimentares tendem a ser habitados por residentes de baixa renda com mobilidade reduzida; isso os torna um mercado menos atraente para grandes redes de supermercados. Desertos alimentares carecem de fornecedores de alimentos frescos, como carnes, frutas e verduras. Em vez disso, os alimentos disponíveis são frequentemente processados e ricos em açúcar e gorduras, que são contribuintes conhecidos para a proliferação da obesidade.

## Histórico
Em 1973, o termo "deserto" foi atribuído a áreas suburbanas sem amenidades importantes para o desenvolvimento comunitário. Um relatório da Cummins e Macintyre afirma que um morador de um conjunto habitacional no oeste da Escócia supostamente cunhou a frase mais específica "deserto de comida" no início dos anos 1990. A frase foi usada pela primeira vez oficialmente em um documento de 1995 de um grupo de trabalho de políticas da Equipe de Projetos de Baixa Renda da Força-Tarefa de Nutrição do Reino Unido.
A pesquisa inicial foi limitada ao impacto da migração do varejo do centro urbano. Estudos mais recentes exploraram o impacto dos desertos alimentares em outras áreas geográficas (por exemplo, rural e fronteiriça) e entre populações específicas, como minorias e idosos. Esses estudos abordam as relações entre a qualidade (acesso e disponibilidade) dos ambientes de varejo de alimentos, o preço dos alimentos e a obesidade. Fatores ambientais também podem contribuir para o comportamento alimentar das pessoas. A pesquisa conduzida com variações nos métodos traça uma perspectiva mais completa das "influências multiníveis do ambiente de varejo de alimentos sobre os comportamentos alimentares (e o risco de obesidade)"

## Definições
Pesquisadores empregam uma variedade de métodos para avaliar desertos de alimentos, incluindo dados de diretórios e censo, grupos focais, avaliações de lojas de alimentos, inventários de uso de alimentos, sistema de informações geográficas (SIG), entrevistas, questionários e pesquisas que medem as percepções dos consumidores sobre o acesso aos alimentos. As diferenças na definição de um deserto alimentar variam de acordo com:
- o tipo de área, urbana ou rural[14]
- barreiras econômicas e acessibilidade de acesso a alimentos nutritivos, incluindo custo de transporte, preço dos alimentos e renda das pessoas na área[11][13][15]
- distância até o supermercado ou mercearia mais próximo[16]
- número de supermercados na área determinada
- tipo de alimentos oferecidos, sejam frescos ou preparados
- valores nutricionais dos alimentos oferecidos[17]

A multiplicidade de definições que variam de acordo com o país gerou polêmica sobre a existência de desertos alimentares.
Também deve ser observado que, por ser muito custoso pesquisar os tipos de alimentos e preços oferecidos em cada loja, os pesquisadores usam a disponibilidade de supermercados e grandes mercearias (incluindo lojas de descontos e supercentros) como um proxy para a disponibilidade de alimentos nutritivos e acessíveis.

## Controvérsia
Um estudo publicado em 2019 no periódico Quarterly Journal of Economics levantou dúvidas sobre a ideia de que acesso a produtos mais saudáveis reduziria a desigualdade nutricional. Segundo os autores "a exposição de domicílios de baixa renda aos mesmos produtos e preços disponíveis aos domicílios de alta renda reduz a desigualdade nutricional em apenas 10%, enquanto os outros 90% são causados por diferenças na demanda". Outro estudo concluiu que, nos Estados Unidos, disponibilidade de alimentos próximos ao domicílio não explica diferenças socioeconômicas e raciais em taxas de obesidade infantil. Um estudo de adultos na Califórnia não encontrou forte evidência de que disponibilidade alimentar está associada com consumo alimentar ou IMC.